# Lac Posadas
Le lac Posadas (en espagnol Lago Posadas) est un lac argentin situé au nord-ouest de la province de Santa Cruz, dans le département de Río Chico. 

## Situation - Accès
Il se trouve au nord du parc national Perito Moreno, à 73 km de la localité de Bajo Caracoles, à 330 km de la ville de Gobernador Gregores, à 100 km au sud de Los Antiguos et non loin de la localité de Lago Posadas (nommé Hipólito Yrigoyen jusqu'en 2013). Il ne se trouve qu'à 75 km de la route nationale 40 (à Bajo Caracoles : route provinciale RP 1209).

## Géographie
Sa forme est plus ou moins triangulaire. Son côté nord-est présente des débris volcaniques dépourvus de toute couverture végétale. Le lac, entouré de moraines glaciaires, se trouve sur le bord oriental de la Cordillère andino-patagonique. Il appartient au bassin hydrographique argentino-chilien du río Baker, lequel se jette dans l'océan Pacifique.
Le lac se trouve à quelque 34 km à l'est-nord-est du cerro San Lorenzo, massif haut de 3706 mètres, qui domine la région et est couvert de neiges éternelles. C'est l'eau résultant de la fonte de ces neiges qui alimente le lac. Il a ainsi deux affluents importants, le río Tarde et le río Furioso. Tous deux s'y jettent du côté sud-ouest.
Son émissaire est un cours d'eau très court qui mène ses eaux dans le lac Pueyrredón. 
Dans la zone du lac, les précipitations moyennes annuelles ne sont que de l'ordre de 200 mm, et la température moyenne annuelle est de 4,5 °C. 

## Flore
À l'extrême est du lac domine la steppe arbustive ouverte composée notamment de diverses espèces de sénéçons (Senecio), de Schinus molle, de Nassauvia ulicina. Plus rarement des coirons  Andropogon argenteus et des Adesmia boronioides. Sur la rive sud composée d'alluvions fluvio-glaciaires, on trouve une végétation de type matorral avec prédominance de Colliguaja integerrima et de calafate ou Berberis buxifolia (Berbéris à feuilles de buis), ainsi que de Mulinum spinosum.

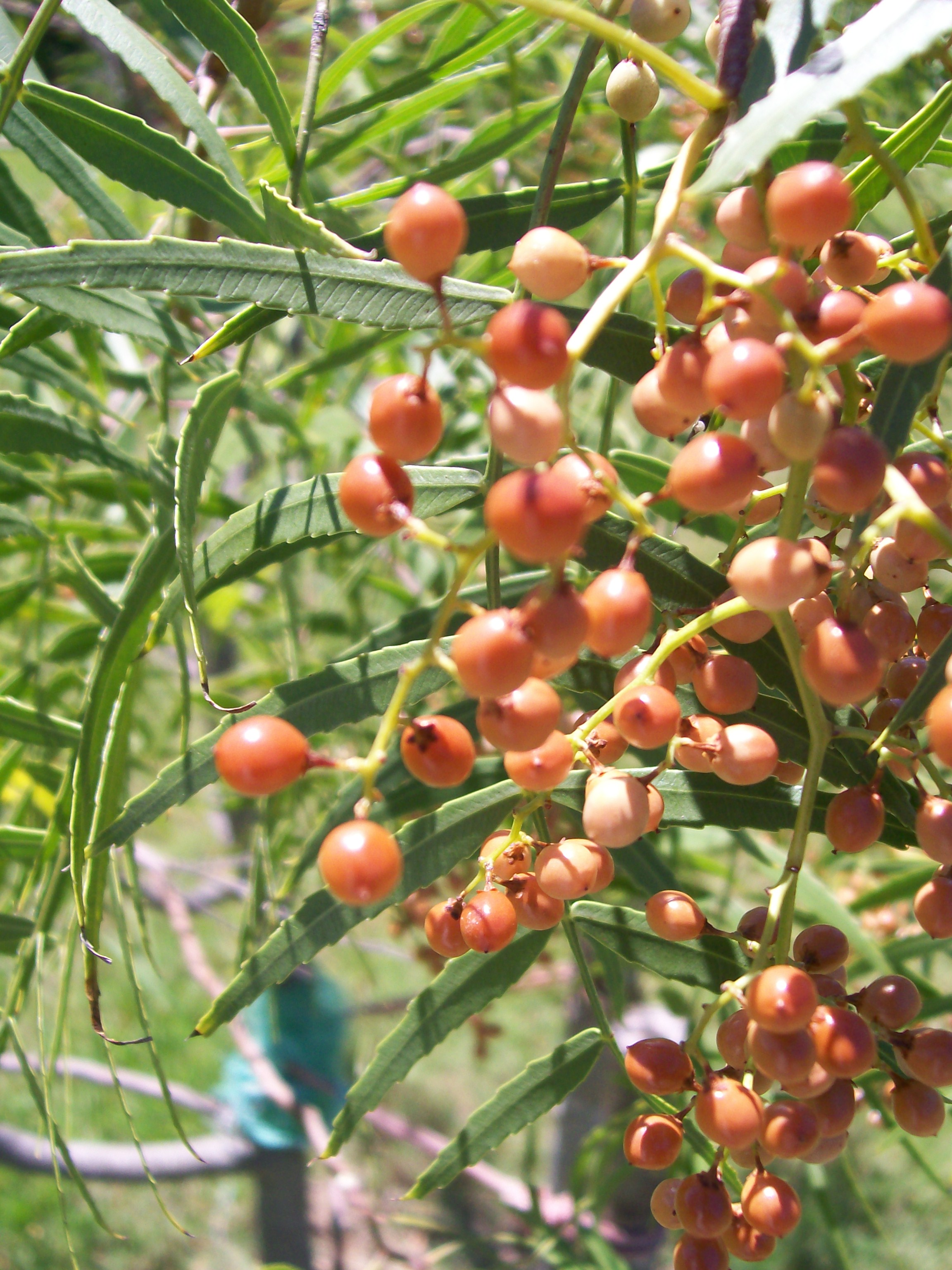
Feuilles et fruits du Schinus molle (Faux Poivrier)
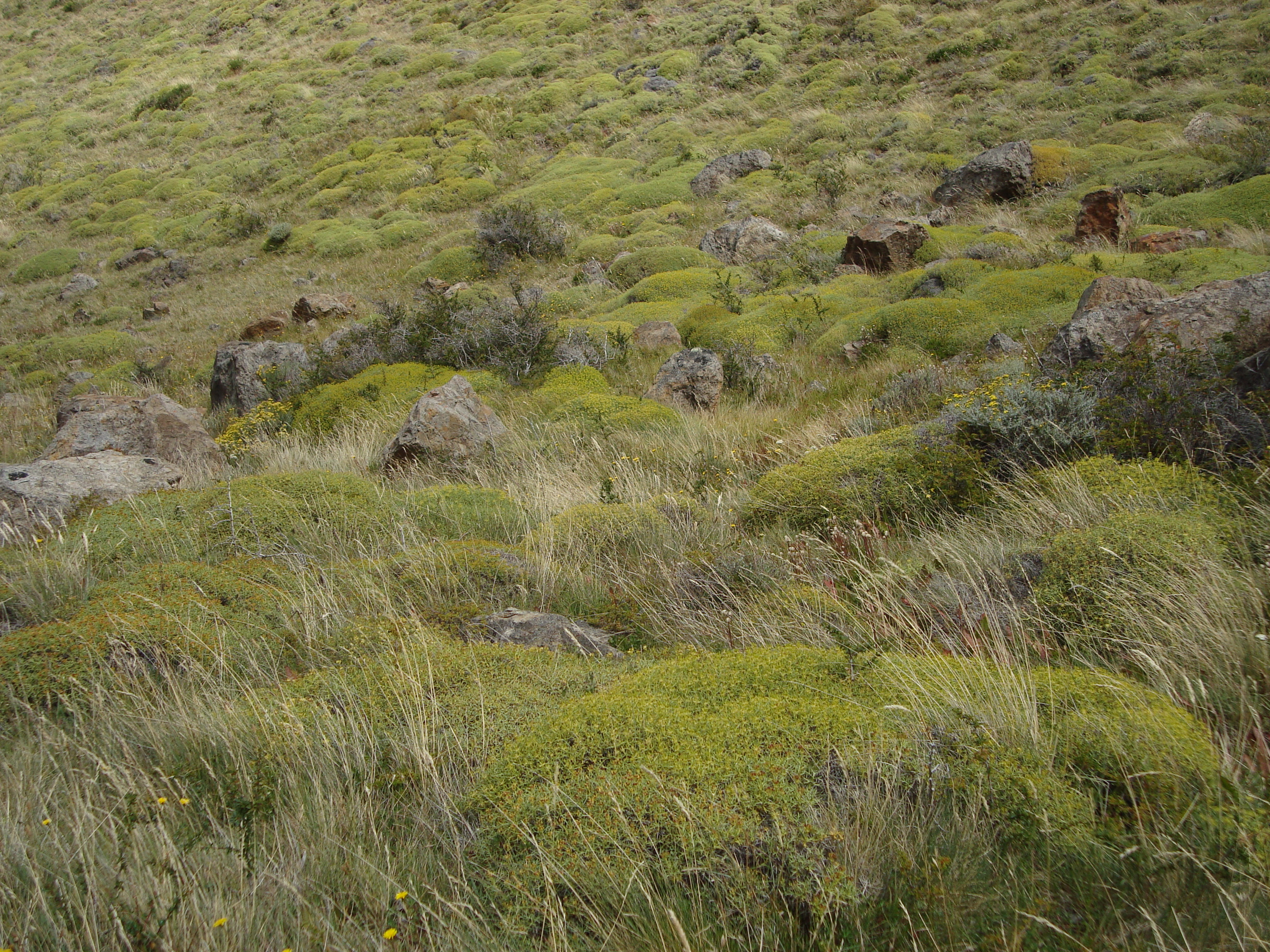
Étendue de Mulinum spinosum associé à d'autres plantes xérophiles de la région.
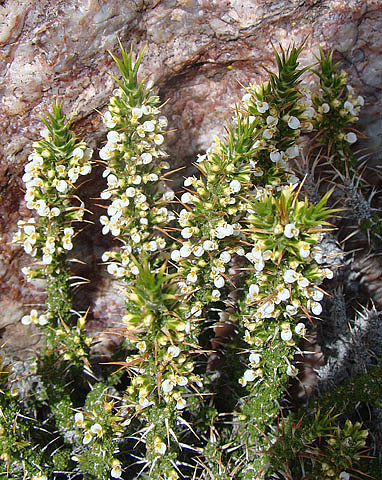
Feuilles et fleurs de Nassauvia ulicina

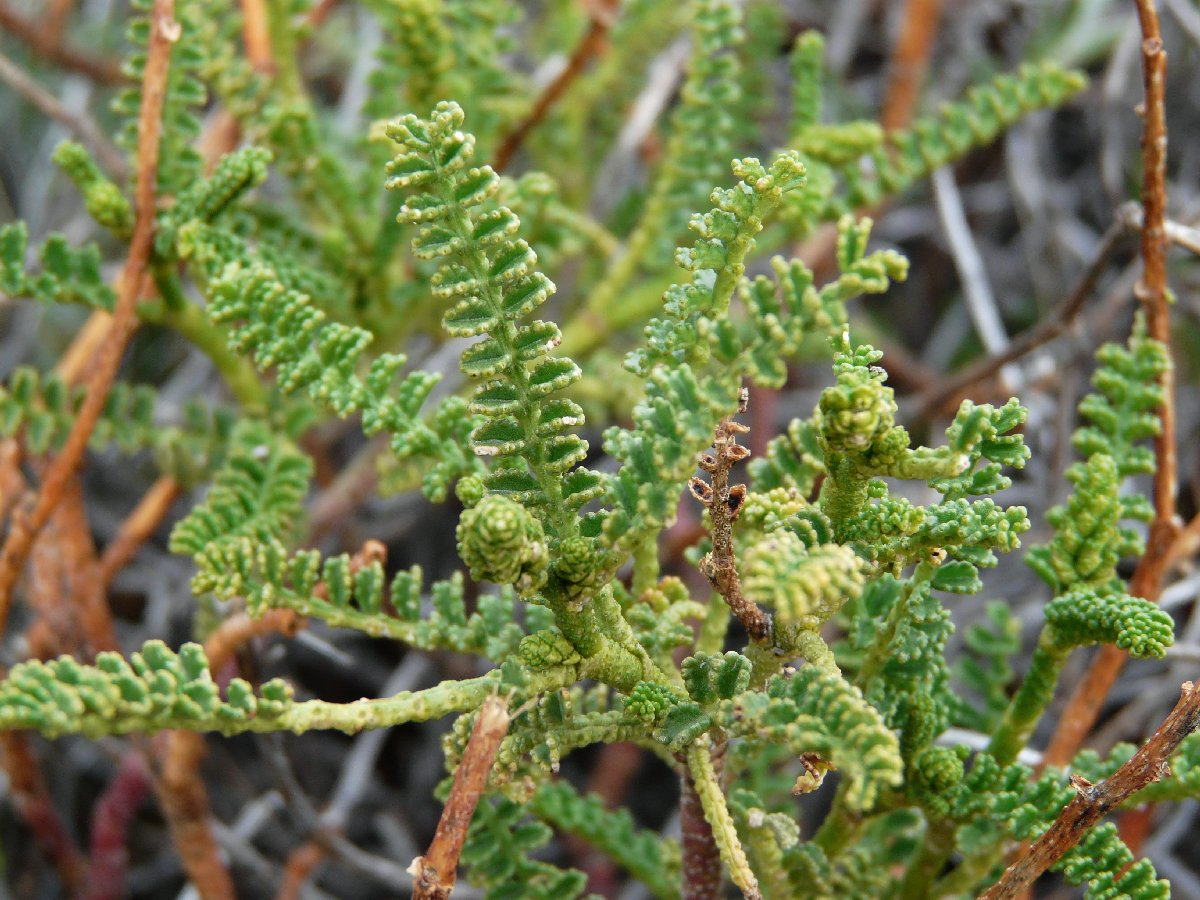
Feuillage de l'Adesmia boronioides (encore appelée Paramela)
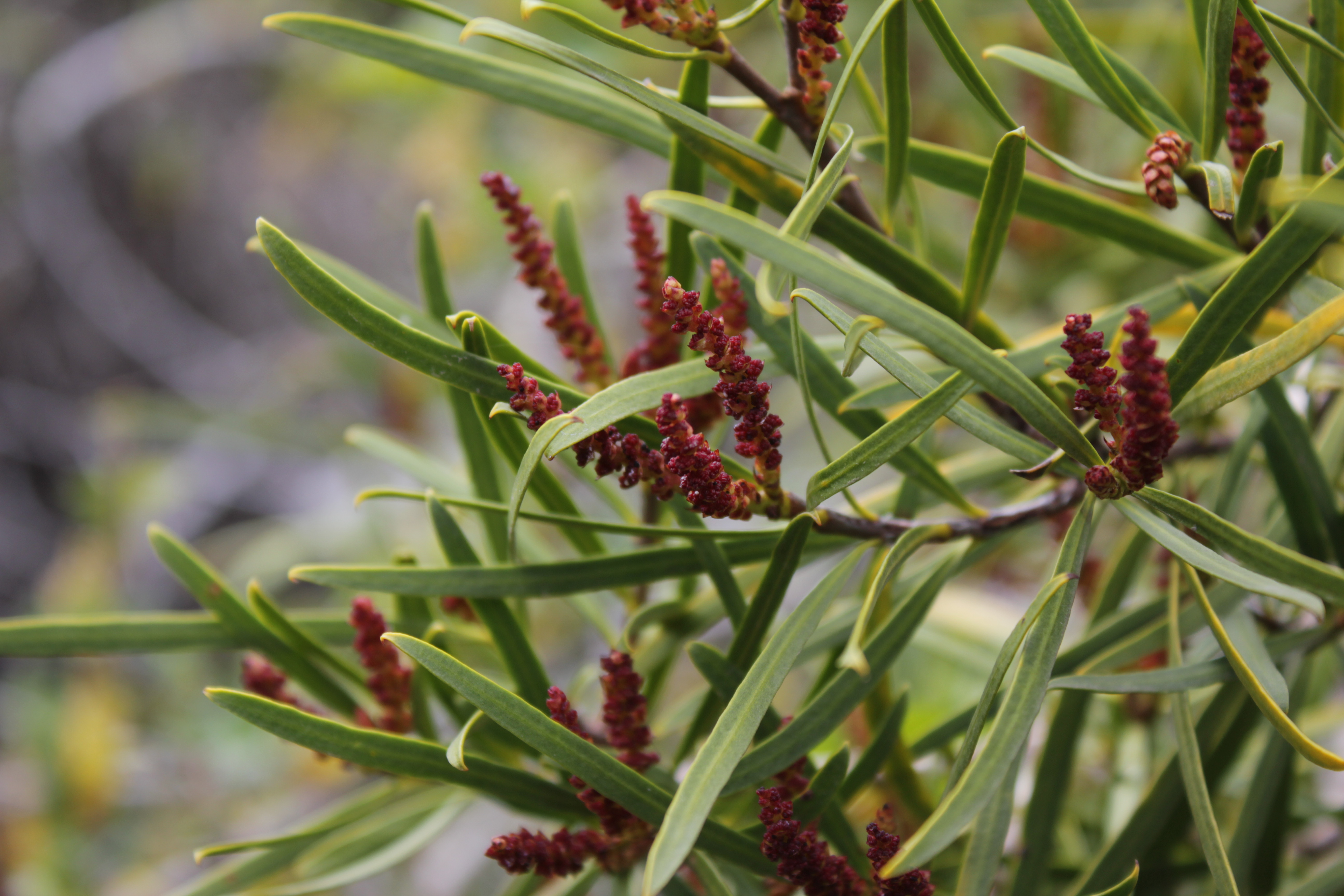
Feuilles et fleurs de Colliguaja integerrima (ou Duraznillo)
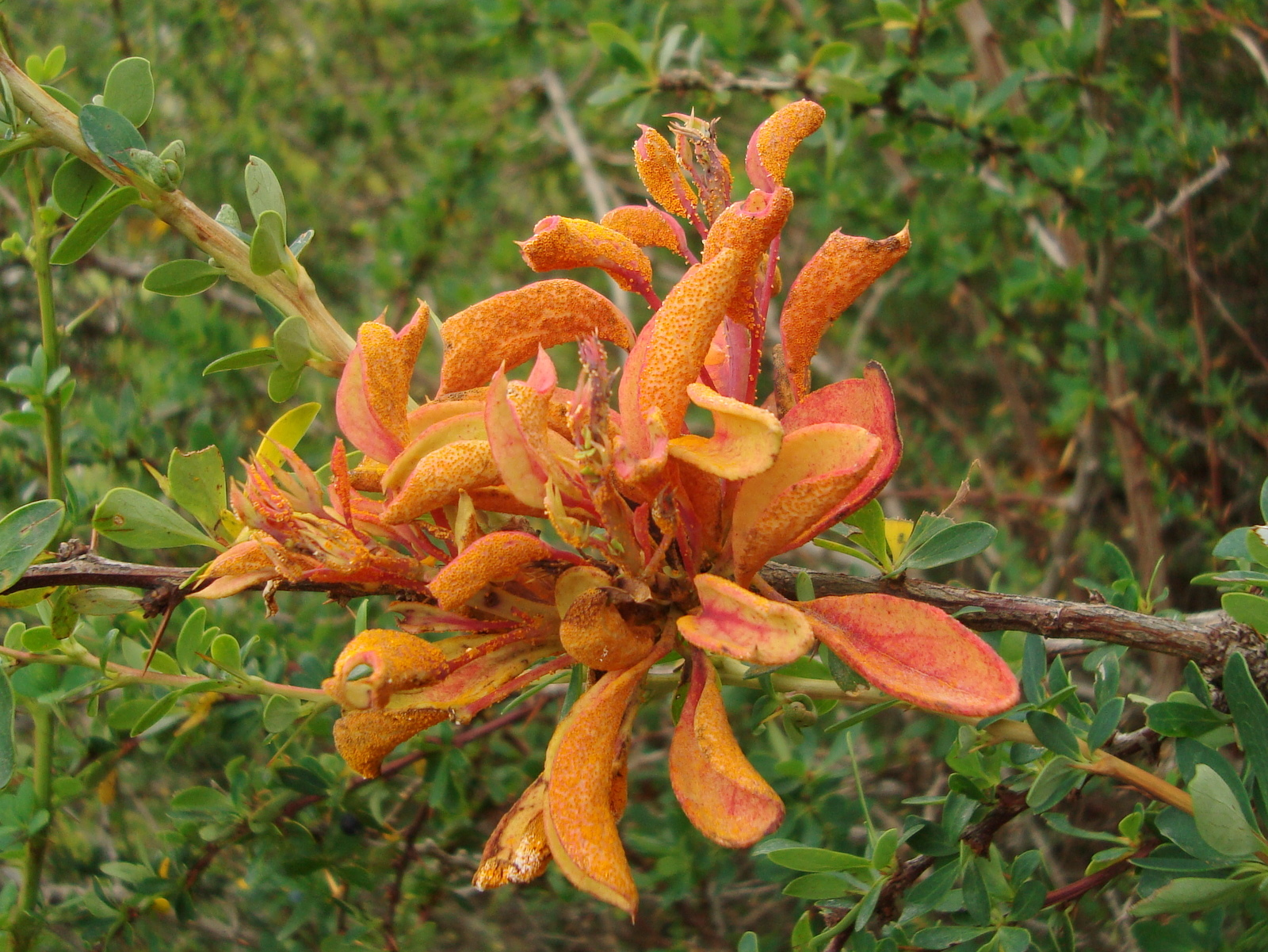
inflorescence de Berberis buxifolia (Berbéris à feuilles de buis)

## Faune
La faune locale aux alentours est riche en renards, pumas, lièvres, condors, guanacos, nandous, pichis etc.

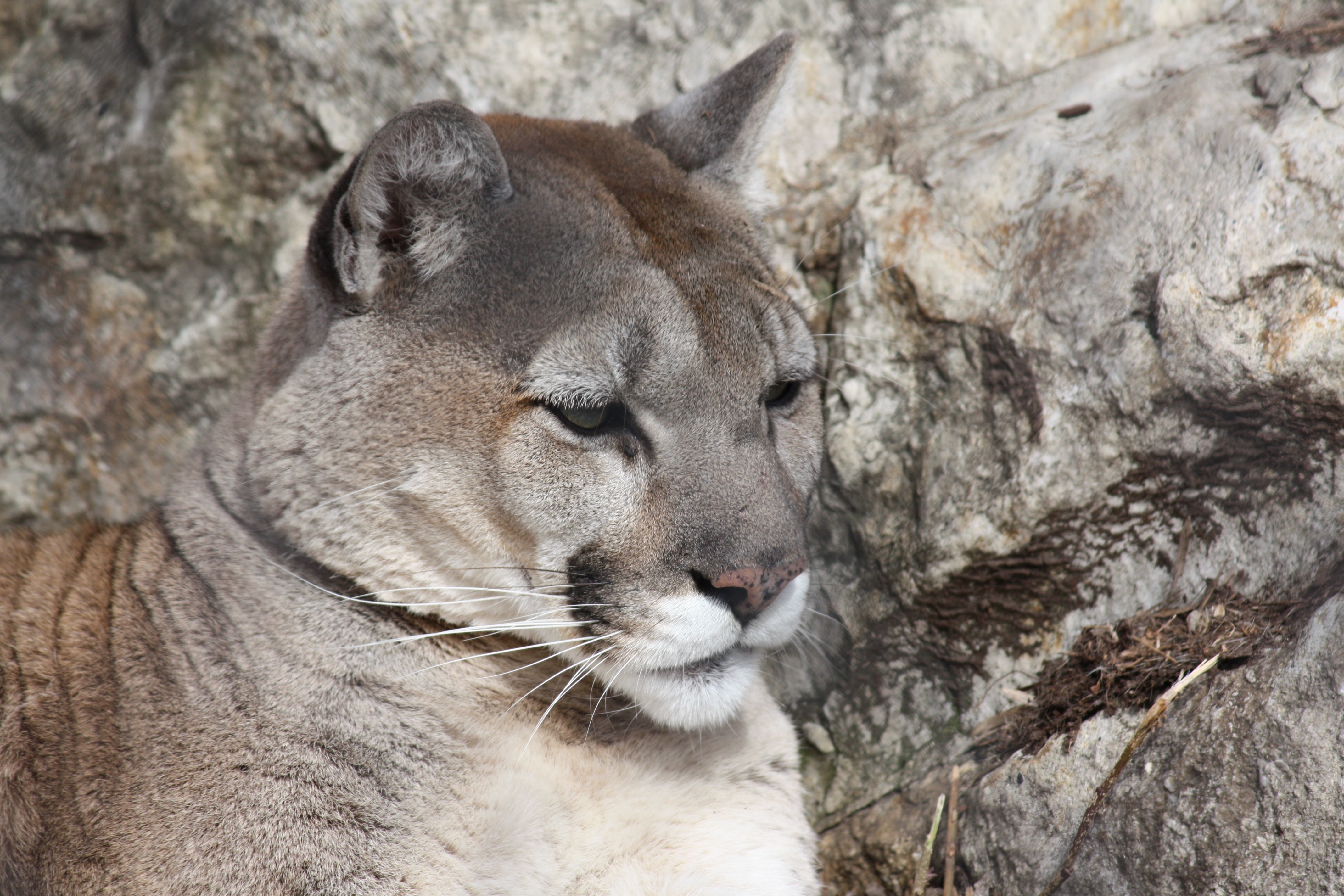
Tête de Puma (Puma concolor)
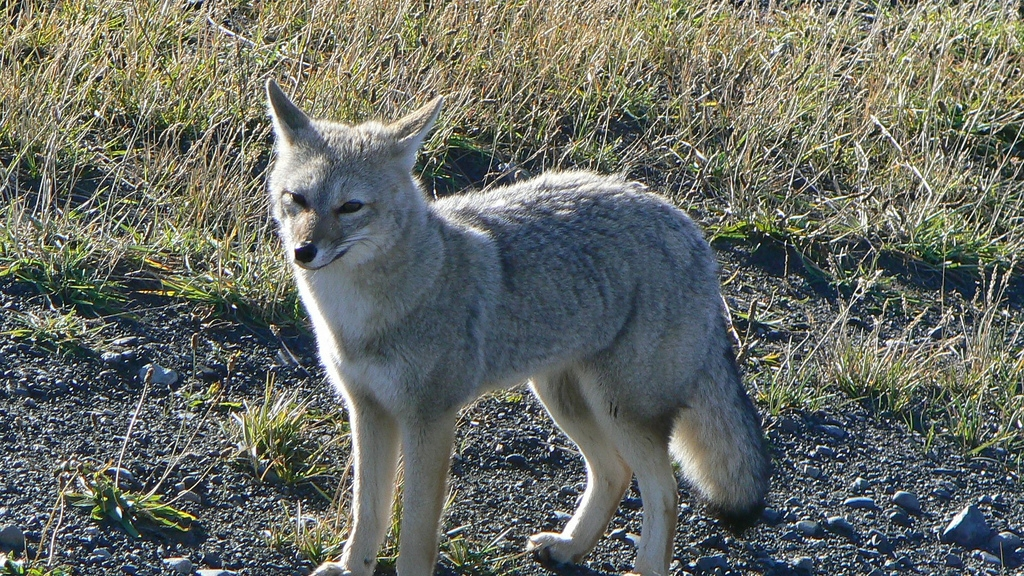
Renard gris d'Argentine (Lycalopex griseus)
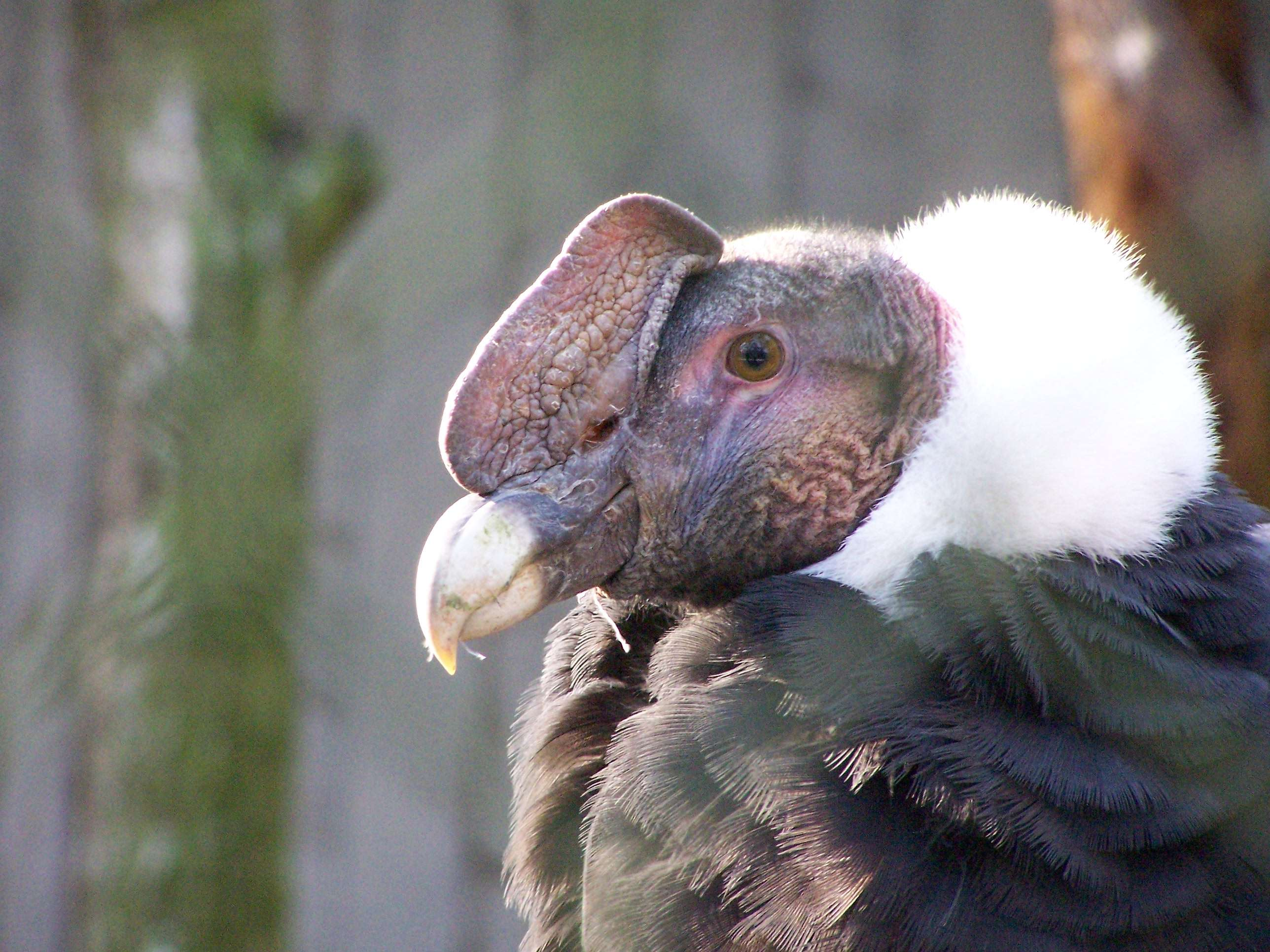
Condor des Andes (Vultur gryphus)

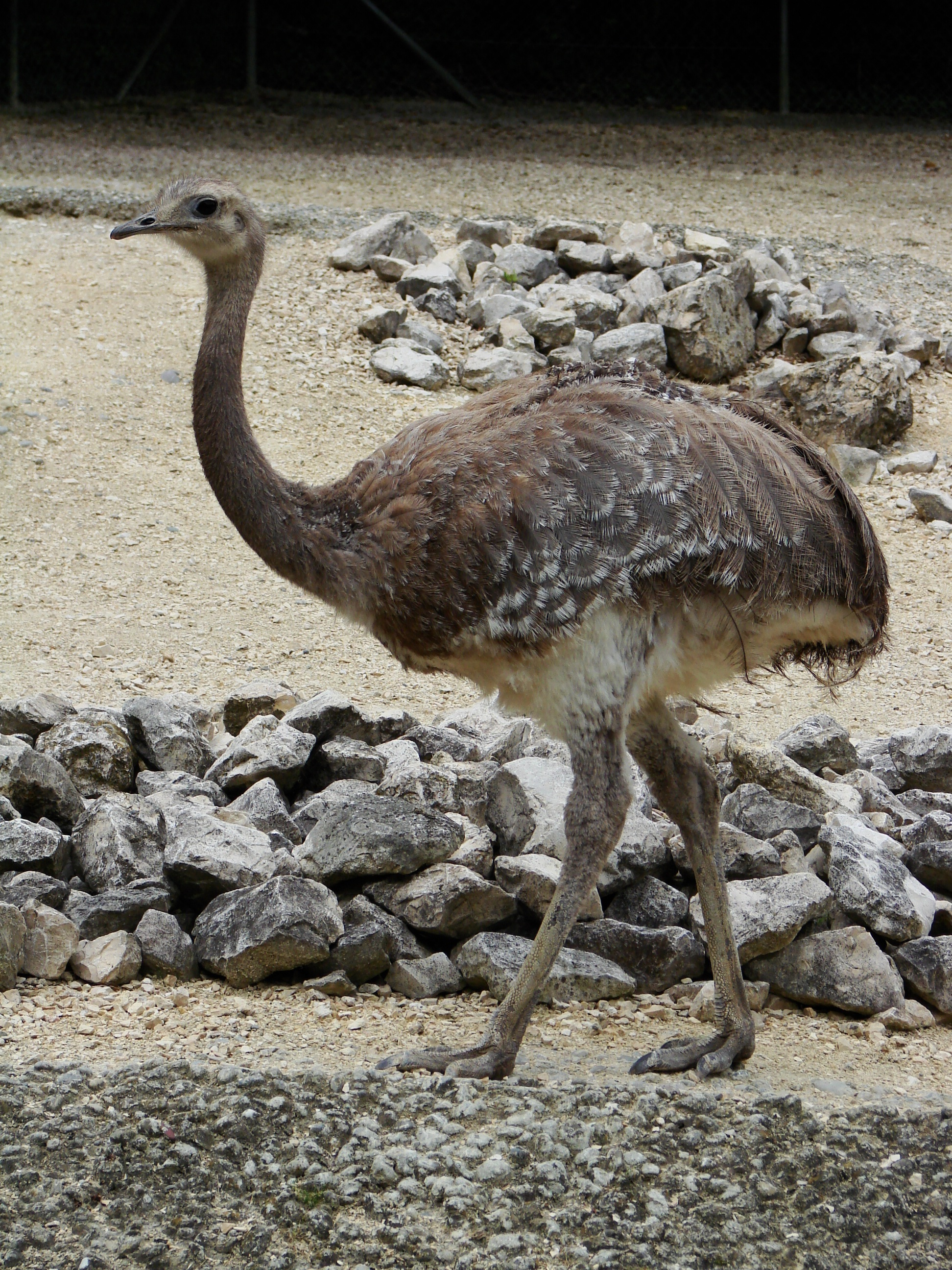
Nandou de Darwin (Rhea pennata)
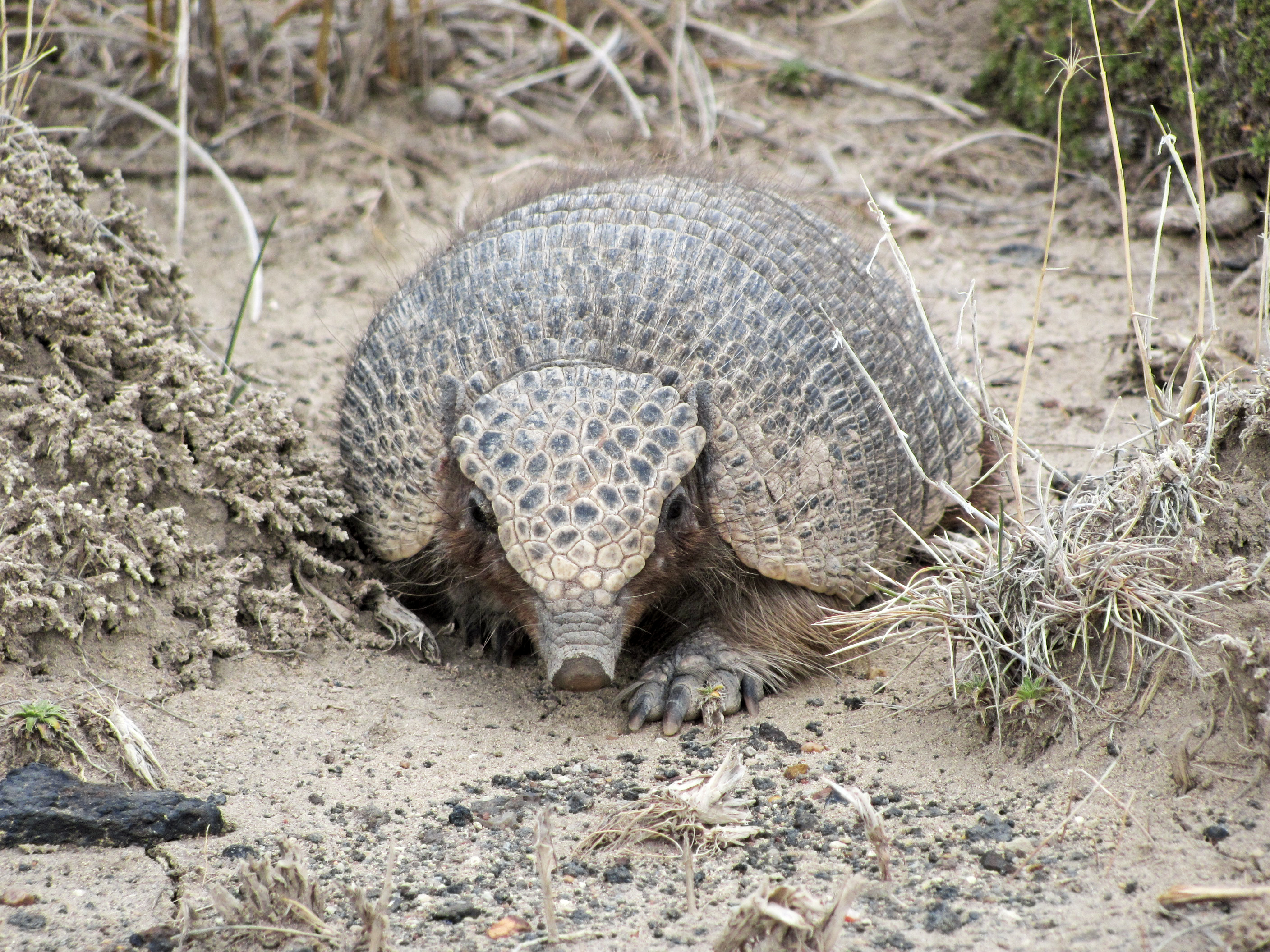
Pichi (Zaedyus pichiy)
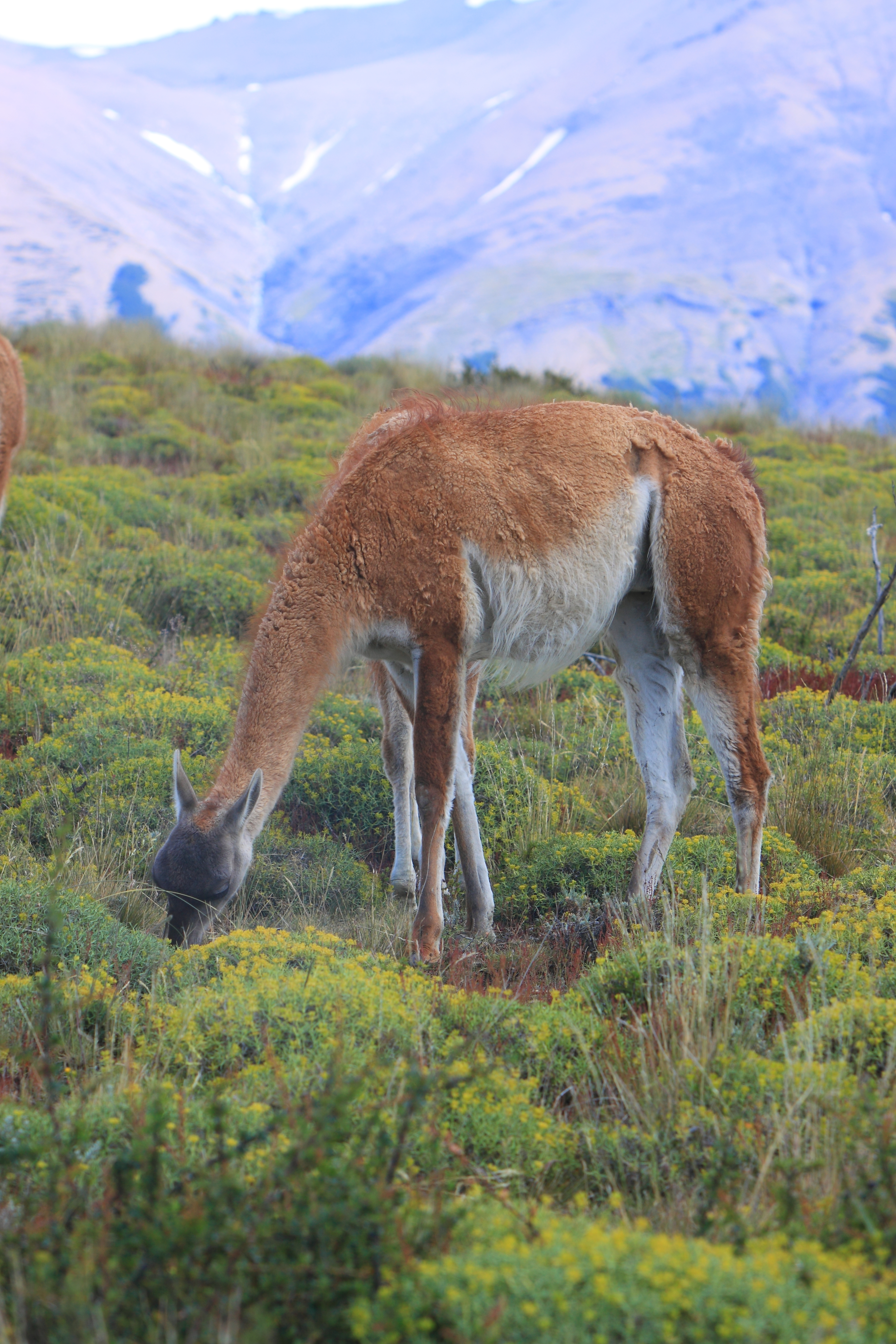
Guanaco (Lama guanicoe)